# Rasierseife

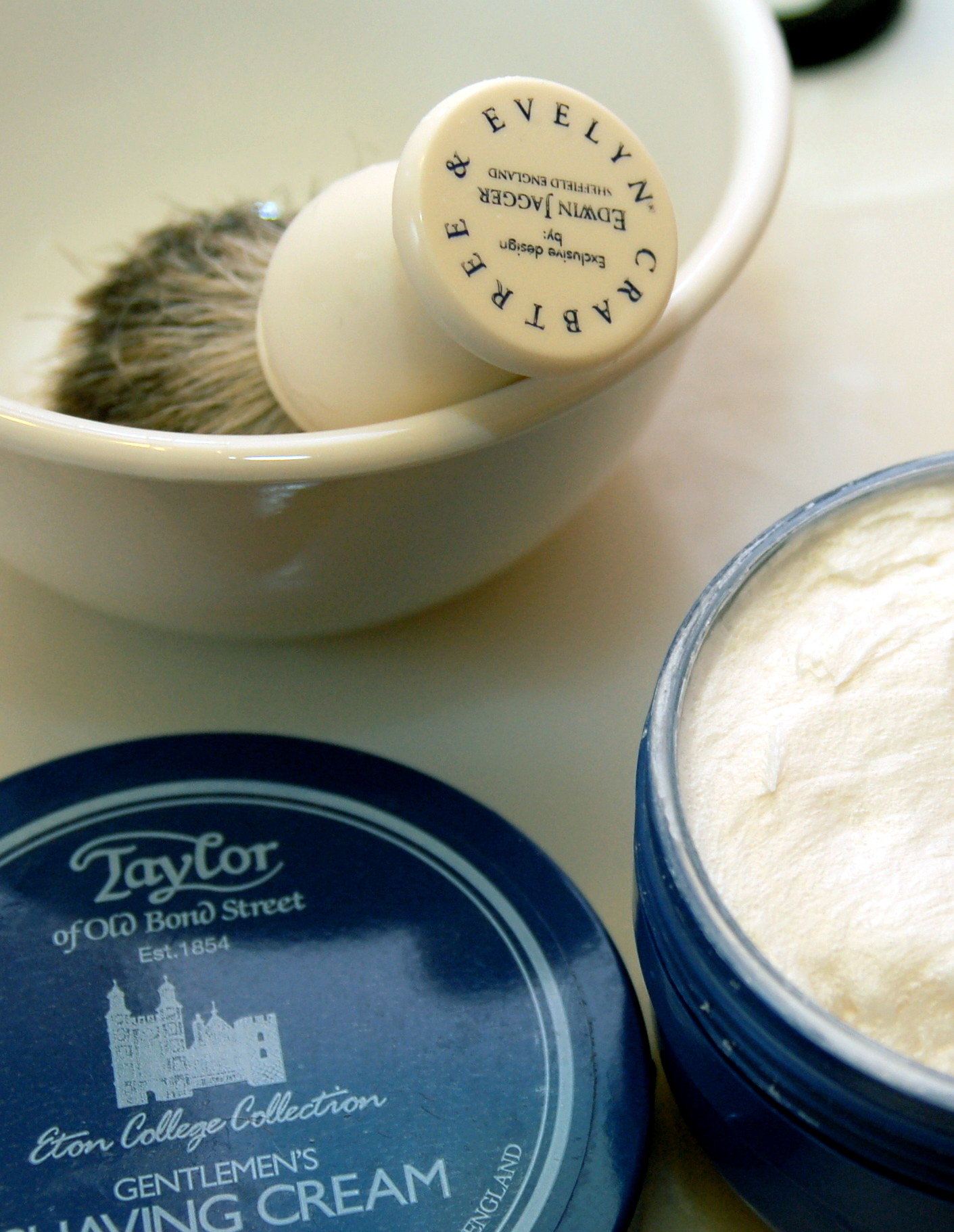
Übliche Utensilien: kleine Schale, Rasierseife im Tiegel und Rasierpinsel.

Die Rasierseife ist eine spezielle Form der Seife für Nassrasuren. Im Gegensatz zum Rasierschaum aus der Dose muss die Seife mithilfe eines Rasierpinsels selbst aufgeschäumt werden. Dieser Umstand führte dazu, dass sie jahrzehntelang immer weniger benutzt wurde. Erst durch das Comeback der Vollbärte und der damit verbundenen Barbiere gelangte die Rasierseife zu einem Comeback.

## Geschichte
Bereits am Ende des 15. Jahrhunderts wurde portionierte Rasierseife in Form von „balbierer kugelin“ verwendet, deren Schaum, etwa bei der Rasur des italienischen Juristen Paolo Santonino, die Prozedur erleichterte und weniger schmerzhaft machte. Rasierseife in ihrer modernen Form gibt es seit dem 19. Jahrhundert. Der amerikanische Hersteller „Williams“ produziert sie seit 1840 kommerziell.
Nachdem 1949 der erste Rasierschaum aus der Dose in den Vereinigten Staaten eingeführt wurde, ging der Absatz von Rasierseifen, die selbst angerührt werden mussten, zurück. Schon 1958 wurde in Westdeutschland 27,65 % weniger Rasierseife am Stück produziert als im Vorjahr. Bei stangenförmiger Rasierseife ging die Produktion 1958 gegenüber dem Vorjahr um 13,55 % zurück. Dieser Trend setzte sich weiter fort. So wurden im Jahr 1964 nur noch 17 Tonnen Rasierseife hergestellt, gegenüber der Jahresproduktion von 1957, wo sie in Westdeutschland noch bei 65 Tonnen lag.

## Anwendung
Der Zweck jeder Rasierseife ist es, einen feinblasigen und dichten Schaum zu produzieren, der die Barthaare erweicht und sie dabei aufrichtet, sodass sie mittels eines Rasierers möglichst tief abgeschnitten werden können. Rasierseife gibt es in verschiedenen Darreichungsformen. Häufig verbreitet ist sie in vier Varianten.

### Harte Rasierseife

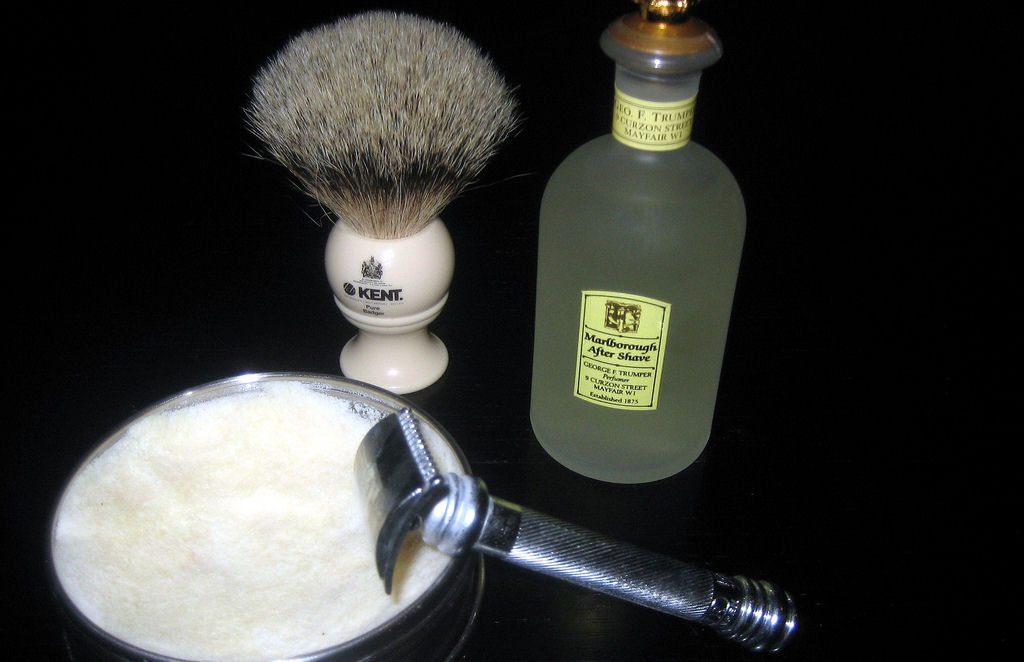
Ein Tiegel mit Rasierseife und Rasierhobel. Dahinter steht ein Rasierpinsel und ein Flacon Aftershave.

Harte Rasierseife wird in der Regel als Seifenstück oder in einem kleinen Tiegel angeboten. Wenn sie als Stück vorhanden ist, legt man sie in eine kleine Schale. Bei beiden Varianten wird jetzt der Rasierpinsel nass gemacht und danach auf der Rasierseife kreisförmig hin- und herbewegt. Es entsteht ein Schaum, der direkt mit dem Pinsel kreisförmig aufgetragen werden kann und im Gesicht weiter aufgeschäumt wird. Alternativ kann man auch eine kleine Menge der Seife vom Stück oder aus dem Tiegel mit Hilfe eines kleinen Hobels abkratzen und dann in einer separaten Schale aufschäumen. Eine dritte Variante sieht vor, dass man erst den angefeuchteten Pinsel für ca. drei Sekunden auf der Seife verstreicht und dann in einem separaten Gefäß für ca. 60 Sekunden aufschäumt. Harte Rasierseifen gelten gegenüber anderen Bartpflegeprodukten als besonders nachhaltig, da sie nur sehr langsam verbraucht werden und danach als Stück ersetzt werden können.

### Weiche Rasierseife

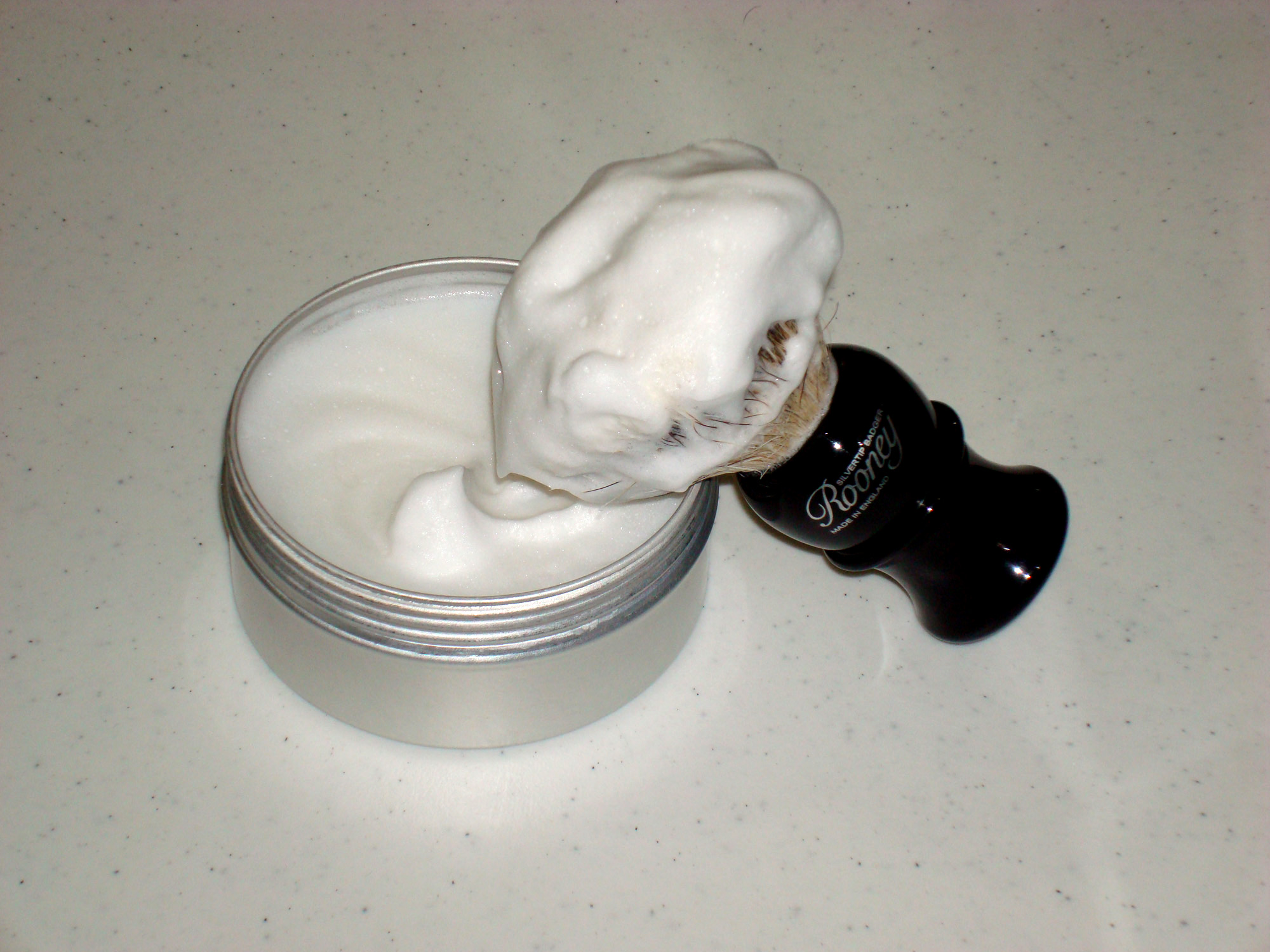
Weiche Rasierseife im Aluminium-Tiegel mitsamt Rasierpinsel.

Weiche Rasierseife wird in der Regel im Tiegel angeboten. Im Gegensatz zur harten Seife weist sie bereits eine weiche bzw. cremeartige Konsistenz auf. Auch sie wird wie die harte Rasierseife mithilfe eines Rasierpinsels im Tiegel unter Zunahme von Wasser aufgeschlagen. Im Gegensatz zur harten Rasierseife hat die weiche Rasierseife ein anderes Schaumverhalten.

### Rasiercreme
Wie auch die weiche Rasierseife hat die Rasiercreme eine cremeartige Konsistenz. Sie wird jedoch meistens in Tuben verabreicht. Im Gegensatz zur Rasierseife kann sie direkt (also ohne Rasierpinsel) auf die Haut aufgetragen werden, wo sie dann schäumt. Diese Art der Rasur wird bevorzugt von Menschen mit trockener, fettarmer Haut angewandt, da so die Haut im Vergleich mit einer Seifenschaumrasur geschont wird. Nichtschäumende Rasiercremes bestehen chemisch aus überfetteten Stearatcremes mit Emulgatoren, wie z. B. Triethanolamin, nichtionischen Tensiden, Gleitmitteln (Paraffinöl, Vaseline, Wollwachs etc.), Feuchthaltemitteln (Glycerin, Sorbit etc.) und weiteren Hilfsstoffen (Alginate, Methylcellulose etc.) sowie Konservierungsmitteln.

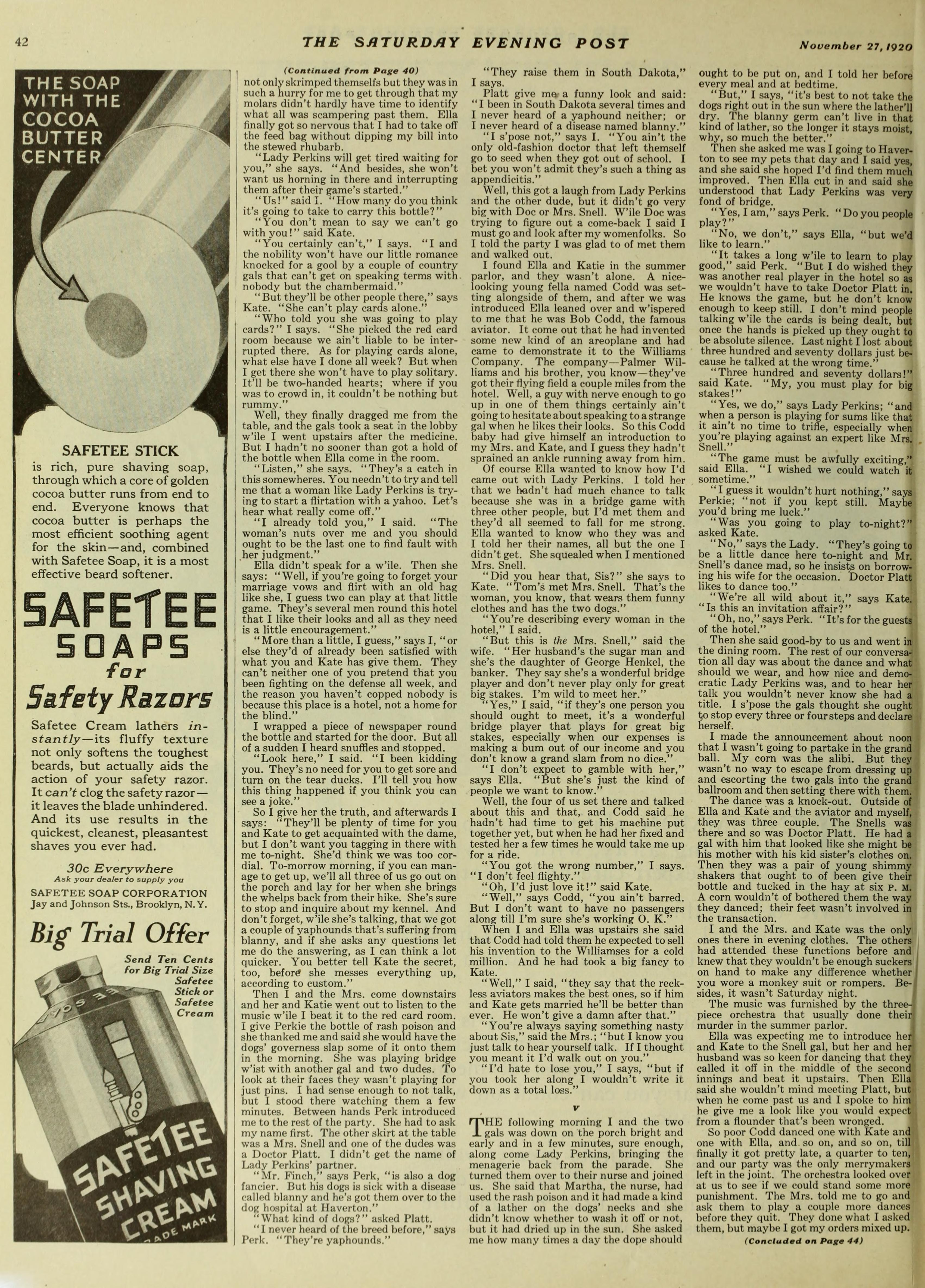
Werbung für „Safetee Shaving Cream“ aus dem Jahr 1839.
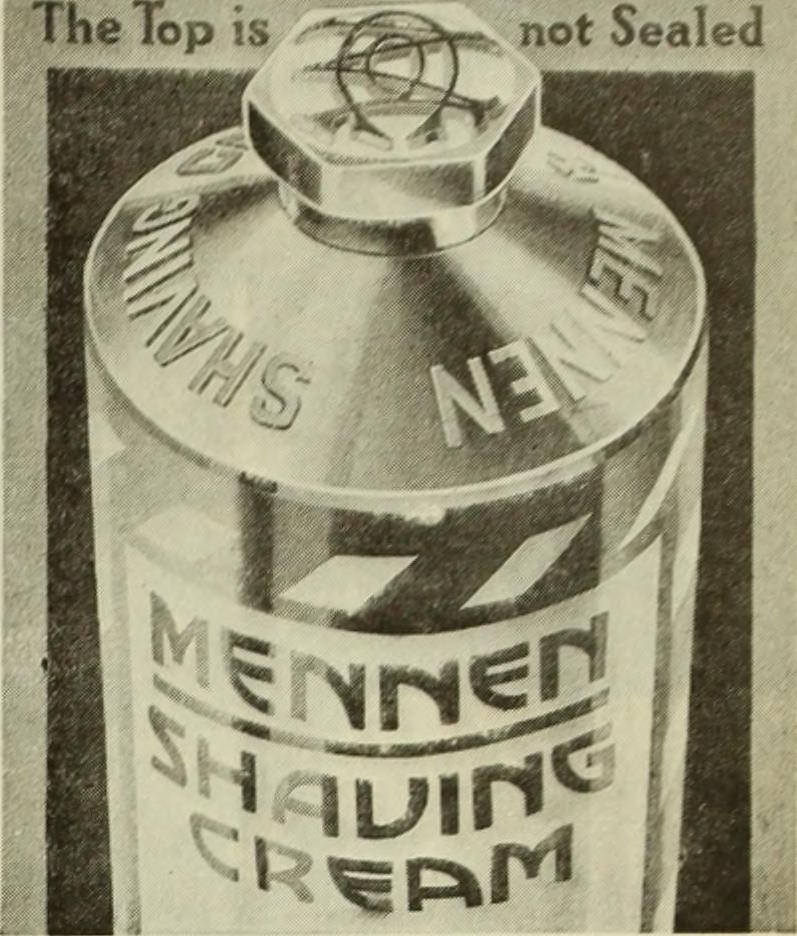
Werbung für „Mennen Shaving Cream“ aus dem Jahr 1839.
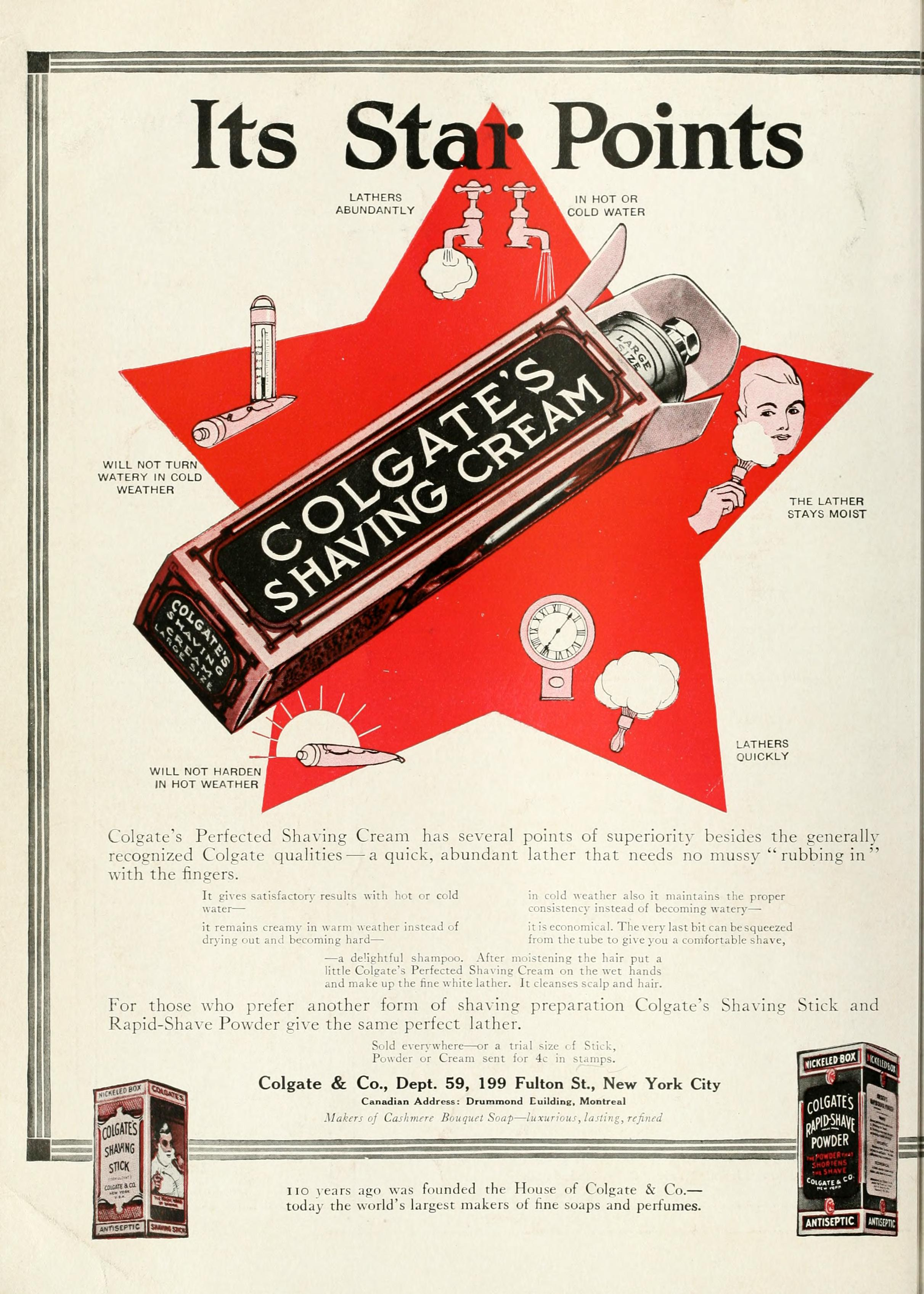
Werbung der Firma Colgate für Rasiercreme aus dem Jahr 1910.
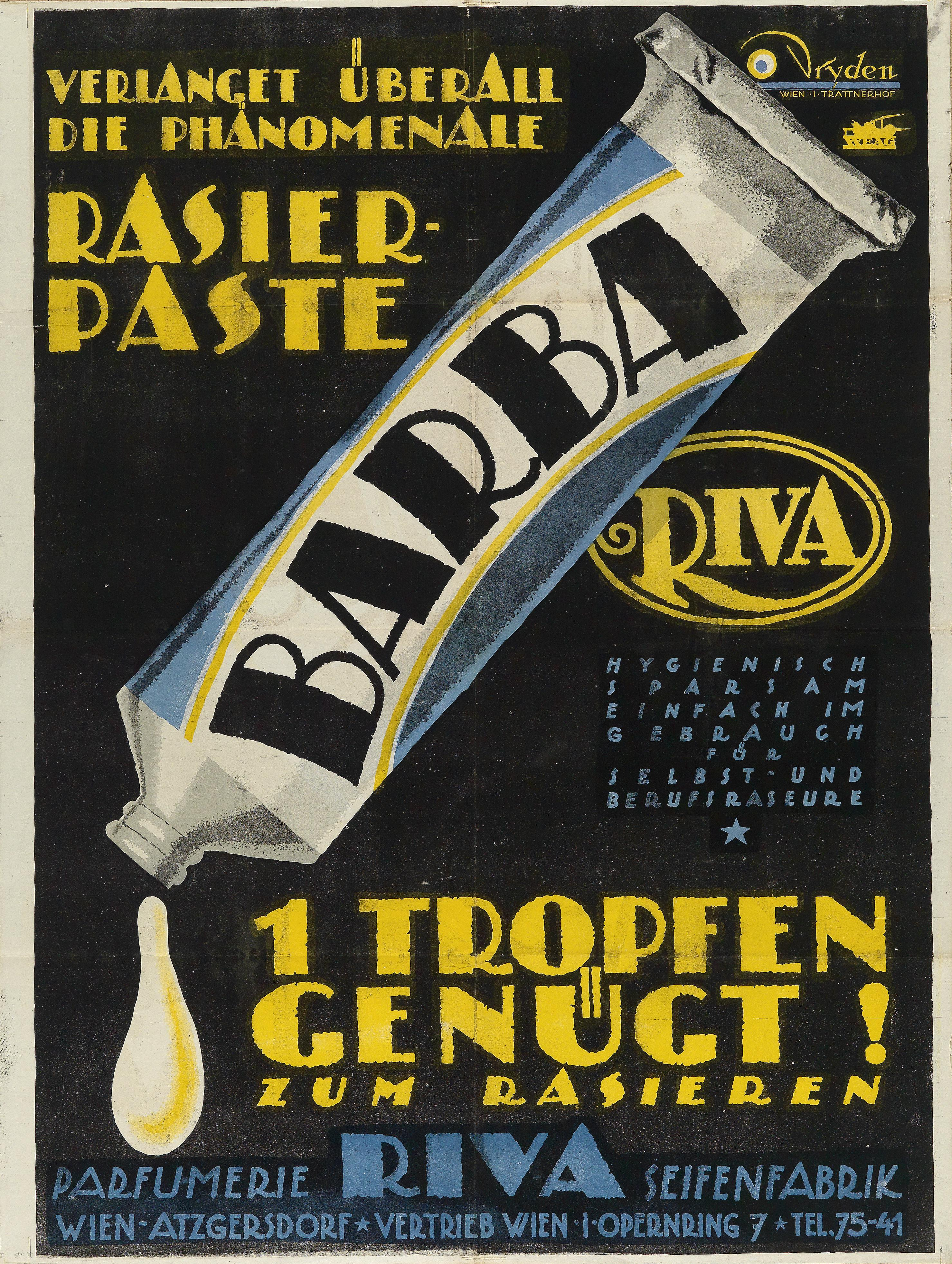
Werbung für Rasiercreme der Marke „Barba“ aus dem Jahr 1920.
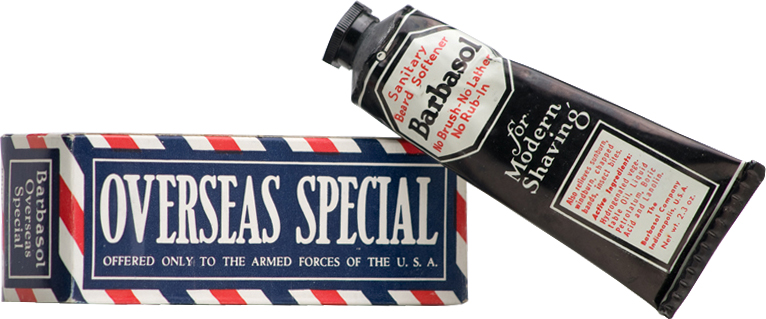
„Barbasol“-Rasiercreme, die speziell für die United States Army produziert wurde.

### Rasierstift

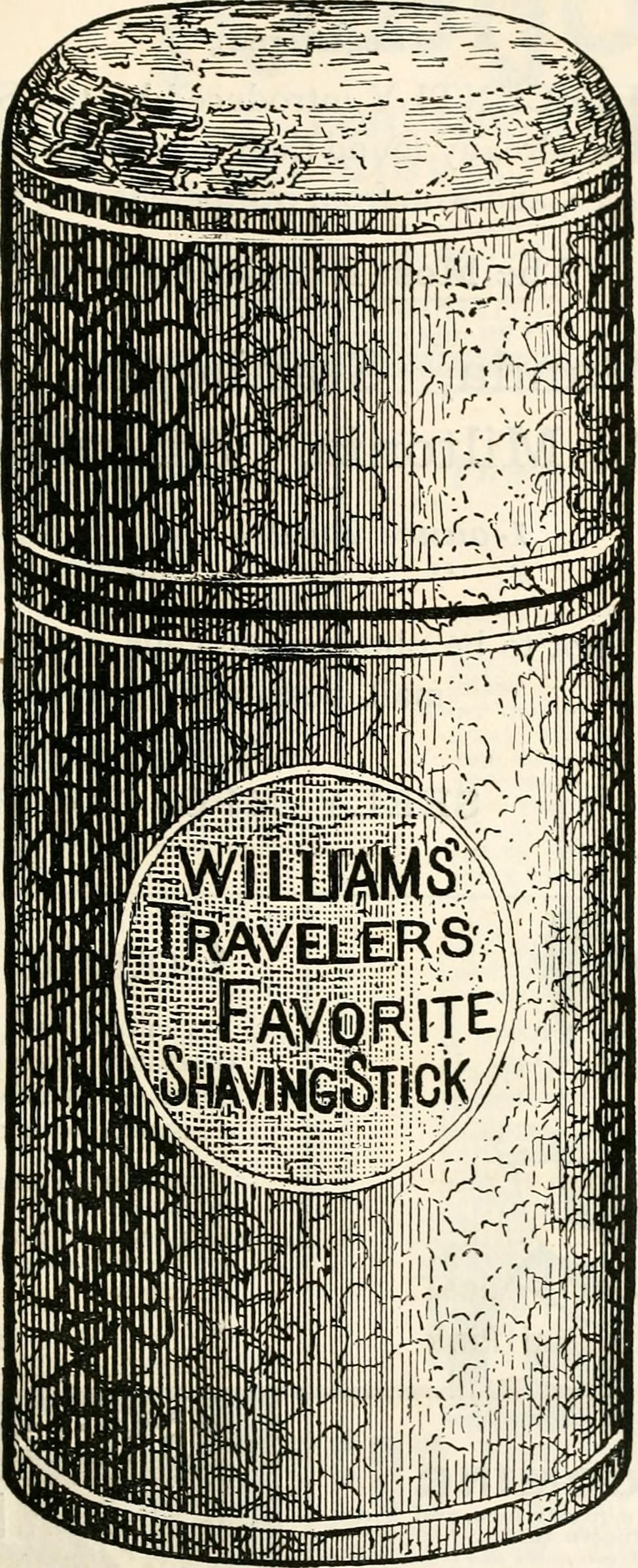
Illustration eines Rasierstiftes aus dem Jahr 1890.

Der Rasierstift funktioniert prinzipiell wie die harte Rasierseife. Der Unterschied ist jedoch, dass das Seifenstück wie bei einem Klebestift in einer Schraubhülle befestigt ist. Zur Anwendung wird mit dem Rasierstift Seife auf den angefeuchteten Bart aufgetragen. Dann wird die Seife im Bart mit der Hand ca. 1 Minute lang einmassiert und anschließend mit dem Rasierpinsel aufgeschäumt. Durch die geringe Abtragemenge der Seife hält ein solcher Stift meist nochmal länger als eine vergleichbare Menge harter Rasierseife, der Schaum hingegen ist mindestens genauso cremig. Alternativ können wie bei der harten Seife auch Stücke abgehobelt werden oder der Schaum in einer kleinen Schale separat aufgeschäumt werden.
Nicht verwechselt werden sollte der Rasierstift mit dem Alaunstift, der in manchen Publikationen ebenfalls als Rasierstift bezeichnet wird.

## Zusammensetzung
Rasierseife wird mit einem hohen Anteil Stearinsäure aus Stearin und Kokosöl gefertigt, damit der Schaum cremig wird und stabil bleibt. Dabei wird nicht nur mit Natronlauge, sondern häufig mit einem Anteil Kalilauge verseift. Hierdurch wird die Rasierseife geschmeidiger und lässt sich besser anschäumen.
Der Chemiker Eugen Dieterich beschreibt 1919 ein Rezept für Rasierseife. Demnach müsse man 600 g Hammeltalg, 350 g Kokosöl und 50 g reines Wollfett schmelzen, auf 30 °C abkühlen lassen und dann 400 ml Natronlauge und 20 g „kristallisiertes Soda“ einrühren, bis eine gleichmäßige Masse entstanden ist. Danach fügt man 80 ml Wasser, 20 ml Weingeist (90 Vol.-%), je 1 ml Bergamott- und Lavendelöl, sowie 1 g Perubalsam hinzu, sowie 10 Tropfen Kümmelöl und je 5 Tropfen Nelkenöl und Zimtöl. Diese Mischung soll in ein mit nassem Pergamentpapier ausgelegten Holzkästchen gegossen werden und vier Tage an einem zimmerwarmen oder noch wärmeren Ort stehen gelassen werden. In der Zeit solle durch Selbsterhitzung und Seifenbildung die fertige Rasierseife entstehen. Man kann dieses Rezept noch dadurch ergänzen, dass man „solange die Masse warm und leimig ist“ (also vermutlich nach dem Zusetzten von Natronlauge und Soda) 30 g Salol® (Salicylsäurephenylester) hinzufügt. Somit soll die Rasierseife antiseptisch wirken und als ein gutes „Heil- und Schutzmittel“ gegen Bartflechte wirken.
1931 beschreibt der Pharmazeut Richard Brieger ein anderes Rezept für eine flüssige Rasierseife. Hierbei werden 30 g Seifentalg der Güteklasse 1A und 12 g Kokosöl in einem Kessel bei 38 °C geschmolzen und mit 18,5 g 50-prozentiger Kalilauge, welche 18 °C warm ist, angerührt. Sobald sich eine Emulsion gebildet hat, soll man das Gemisch gut gegen Wärmeverlust geschützt lagern, „bis der Kesselinhalt völlig klar geworden ist“. Dann 30 g Alkohol (96 Vol.-%) zugeben, rühren und so lange anwärmen, bis sich eine klare, honigartige Masse gebildet hat. Dann noch 35 g angewärmtes Glycerin und eine Lösung aus 4 g Pottasche und 15 ml Wasser einrühren und nach belieben parfümieren. Er beschreibt auch noch ein Rezept für eine transparente Rasierseife.
Moderne Rasierseifen sind meist eine Mischung aus Natrium- und Kaliumseife, Feuchthaltemittel, Wasser und Duftstoffen.
Beliebte Duftrichtungen klassischer Rasierseifen sind indisches Sandelholz, Zitrus und Farn.